# Lac Frotet
Pour les articles homonymes, voir Frotet.
Le lac Frotet est plan d’eau douce faisant partie du bassin versant de la rivière Broadback, situé dans Eeyou Istchee Baie-James (municipalité), dans la région administrative du Nord-du-Québec, dans la province de Québec, au Canada.
Ce plan d’eau fait partie de la réserve faunique Assinica et en partie dans le canton de Clairy. Les zones environnantes sont propices à la chasse et à la pêche.
Le bassin versant du lac Frotet est desservi par quelques routes forestières pour la foresterie et les activités récréotouristiques. Ces routes se connectent du côté Sud-Ouest à une route principale menant vers le Sud à Chibougamau ; cette route enjambant le détroit entre la partie principale du lac Frotet et la baie Moléon (située au Sud-Ouest).
La surface du lac Frotet est habituellement gelée de la fin octobre au début mai, toutefois la circulation sécuritaire sur la glace se fait généralement de la mi-novembre à la fin d'avril.

## Géographie
Les principaux bassins versants voisins du lac Frotet sont :
- côté nord : lac Châtillon (rivière Châtillon), rivière Châtillon, rivière Rupert, rivière Natastan, lac Boisfort, lac Canotaicane, lac Troilus, lac Avranches, lac de l'Hirondelle ;
- côté est : lac Savignac, lac Artaud, lac Armagnac, lac Saint-Urcisse, rivière Saint-Urcisse, lac Mistassini ;
- côté sud : lac Dompierre, lac Regnault, lac Samuel-Bédard, lac Lemieux (rivière Brock Nord), lac du Sauvage, rivière Chibougamau ;
- côté ouest : lac Châtillon (rivière Châtillon), rivière Châtillon, rivière Broadback, lac Pétrée, lac Coigne.

Situé à l’Ouest du lac Mistassini, le lac Frotet comporte une superficie de km2. Ce lac comporte une longueur de 36,9 km, une largeur maximale de 3,8 km et une altitude de 379 m.
Le lac Frotet qui comporte un archipel, est entouré par quelques zones de marais surtout du côté Nord. Ce lac comporte les caractéristiques suivantes (sens horaire, à partir de l’embouchure) :
- baie de la rive Nord, s’étirant vers le Nord-Est sur une longueur de 8,9 km ;
- baie de l’Est, s’étirant vers l’Est sur 4,7 km. Note  Une presqu’île s’étirant sur 5,3 km vers le Sud-Ouest sépare cette baie de la précédente. Cette baie comporte une sous-baie s’étirant sur 5,2 km vers le Sud-Est ;
- décharge du centre-Sud de lacs non identifiés, s’étirant vers le Sud-Ouest sur 7,8 km jusqu’à la rive Sud du lac Frotet, face à une île (longueur : 3,8 km) ;
- décharge du lac Regnault (provenant du Sud). Note : Le courant du lac Regnault traverse le lac Frotet sur 6,0 km vers le Nord-Est, jusqu’à l’embouchure du lac Frotet ;
- baie Molon, s’étirant sur 16,7 km vers le Sud-Ouest. Note : un pont d’une route forestière enjambe le détroit séparant cette baie en deux ; cette baie comporte plusieurs dizaines d’îles dans la partie Nord-Est.

L’embouchure du lac Frotet est localisée au fond d’une baie du Nord du lac, soit à :
- 48,5 km à l’Ouest du lac Mistassini ;
- 16,1 km au Sud-Ouest de l’embouchure du lac Troilus qui constitue la tête de la rivière Broadback ;
- 68,2 km au Nord-Ouest du centre du village de Mistissini (municipalité de village cri) ;
- 96,9 km au Nord du centre-ville de Chibougamau ;
- 176,4 km au Nord-Est de l’embouchure du lac Evans ;
- 302 km à l’Est de la confluence de la rivière Broadback et de la baie de Rupert[1].

## Toponymie
Le toponyme « Lac Frotet » évoque l’œuvre de vie de Michel Frotet de La Bardelière, capitaine de Saint-Malo qui vint s’établir au Canada en 1583. L'appellation figure sur une carte de 1945. Variante toponymique : Lac Six.
Le toponyme lac Frotet a été officialisé le 5 décembre 1968 par la Commission de toponymie du Québec, soit à la création de cette commission.